# Coelachyrum brevifolium
Coelachyrum brevifolium är en gräsart som beskrevs av Ferdinand von Hochstetter och Christian Gottfried Daniel Nees von Esenbeck. Coelachyrum brevifolium ingår i släktet Coelachyrum, och familjen gräs. Inga underarter finns listade i Catalogue of Life.